# ロッテホテル
ロッテホテルはロッテグループ系列のホテルチェーンである株式会社ホテルロッテが運営する韓国のホテルチェーンである。1973年5月に株式会社ホテルロッテを設立し、1979年にロッテホテルソウルをはじめ蚕室、釜山、済州道西帰浦、蔚山などの地にホテルを建設した。2009年4月、ソウル市麻浦区にビジネスホテルである「ロッテシティホテル麻浦」をオープンし、2010年6月には海外チェーン1号店をモスクワにオープンした。2011年12月8日にはロッテモール金浦空港内にビジネスホテル「ロッテシティホテル金浦空港」をオープンした。

## 概要
設立は1973年5月5日で、1979年3月10日にロッテホテルソウル（ソウル特別市中区）が開業、ロッテホテル第1号のホテルとなる。ロッテホテルは外国にロイヤリティーを一切支払わない純粋な国内チェーンホテルであり、特級ホテルであるソウル、ロッテワールド、蔚山、釜山、済州に続き、2009年3月15日にはソウル市麻浦区の孔徳駅から徒歩約2分のところにプレミアム級ビジネスホテルの「ロッテシティホテル麻浦」をオープンした。2010年9月13日には海外チェーン1号店をモスクワに、そして2011年12月8日には、金浦空港から徒歩約5分のところにロッテシティホテル金浦空港をオープンした。
なお、大田広域市にあったロッテホテル大田（1993年8月開業）は2003年7月31日をもって閉館した。（ただし、ロッテシティホテル大田として再進出する予定がある）
ホテル業以外にも、ロッテワールド、ロッテ免税店も経営している。

## 店舗
- ロッテホテルソウル

ソウル市中区小公洞に位置するロッテホテルソウルは1979年3月10日にオープンし、現在の客室数は1120、10の飲食店、多岐にわたる15の宴会場、フィットネスクラブ、ビジネスセンター、免税店などが揃っている。2004年に新館全客室の大々的なリノベーションを実施し、2006年には新館ロビーを14階に移し｢ロッテホテルソウル新館｣を365の客室を揃えた超特級ビジネスホテルとして再誕生させた。2007年には本館38階に和食レストラン桃山をリニューアルオープン、2008年は国内初の女性専用客室階レディースフロア、そして国内初登場のミシュラン三つ星レストランオーナーシェフによるピエール・ガニェール・ア・ソウルをオープン。2009年にはゲストの多様な指向に配慮し、4種類の新コンセプトによる客室デザインで本館客室リノベーションを完了した。
なお、このホテルの前身はかつてこの地に建っていた、鉄筋8階建ての「半島ホテル」である。半島ホテルは朝鮮ホテル（現・ウェスティン朝鮮ホテル）とともに、日本統治時代の京城（現・ソウル特別市）を代表する高級ホテルであった。1936年、当時朝鮮半島で窒素肥料工場や発電所を初めとする大規模な事業を展開していた日窒コンツェルンの総帥・野口遵によって建設された同ホテルは、当時の朝鮮で初めて、米国の大型ホテルに倣った建物デザインと運営方法を導入した。日本統治終了後も国営（末期は現在の韓国観光公社の前身・国際観光公社が管理）の観光ホテルとして営業を継続してきたが、1974年にロッテグループに売却され、閉鎖された。建物の解体を経て跡地に建設されたのが、現在のロッテホテルソウル（本館）である。また、当ホテル34階には、ロッテグループ創業者の重光武雄総括会長の執務室が設けられている。
- ロッテホテルワールド

松坡区蚕室洞に位置。石村湖に隣接するロッテホテルワールドは、ソウルオリンピックの開会式の前日となる1988年9月16日にオープン。469の客室と5つの飲食店、9つの宴会場、フィットネスクラブ、ビジネスセンター、免税店、クリニックなどの附帯施設を併せ持つ。江南のビジネス中心街に位置しビジネスホテルとしての便利さを追求すると同時に、室内テーマパークであるロッテワールドアドベンチャーとマジックアイランドがあり、家族皆で楽しむことができる。
- ロッテホテル済州

2000年4月25日にオープンしたリゾートホテル「ロッテホテル済州」は2010年で開館10周年を迎えた。500の客室と8つの飲食店、大規模国際行事やセミナーのための6つの宴会場が揃っている。この他にも家族皆で楽しめるマルチ体験空間、子供のための天国キッズワールドが2009年7月にオープン。韓国国内特級ホテル初となるハローキティキャラクタールームが2011年5月にオープン。椰子の木に囲まれた野外温水プールとフィットネスクラブ、ビジネセンター、プライベートビーチラウンジ、キャンピングゾーン、免税店、カジノなどの付帯施設がある。
- ロッテホテル蔚山

空港、ターミナル、ショッピングタウン、金融圏に隣接するロッテホテル蔚山は2002年2月28日に蔚山の新都心にオープンした。211の客室と3つの飲食店、3つの大中小宴会場、フィットネスクラブ、ビジネスセンターなどの附帯施設を揃えている。
- ロッテホテル釜山

1997年3月2日にオープンした釜山ロッテホテルは西面駅から徒歩3分（地下にて直結）の高立地と43階建ての729の客室と10の飲食店、11の宴会場を揃え、リノベーションを終えたクラブフロアとビジネスセンター、フィットネスクラブ、カジノ、免税店などの多様な附帯施設を備える。釜山Lホテルとも表現される。
- ロッテシティホテル麻浦

ロッテシティホテル麻浦は2009年3月15日、プレミアム級ビジネスホテルとしてソウルの麻浦にオープン。地下4階、地上8階の規模で客室284室、小規模なビジネス集会や家族集会のためのビュッフェレストランが1箇所、ビジネス用会議室、トレーニング場やプールなどの付帯施設を併せ持つ。
- ロッテシティホテル金浦空港

2011年12月8日にソウル特別市江西区傍花洞にオープンしたロッテシティホテル金浦空港は仁川国際空港やソウル都心への便利なアクセスを誇り、快適な休息だけでなくショッピング、レジャーなどのエンターテイメントをワンストップで楽しめる特化型プレミアム級ビジネスホテルである。付加サービスを最小化して宿泊機能に集中し、一般ホテルに比べて価格を下げた中低価格帯の施設であり、ロッテモール金浦空港内に地下5階、地上8階の客室197室規模で、ビュッフェレストラン1店、宴会場、ビジネス会議室、トレーニング場、コインランドリーなどの付帯施設を揃えている。
- ロッテシティホテル済州

2014年 2月25日 、済州特別自治道 済州市に開館。22階の規模で、現存する済州島のホテルの中で最高の高さの建物である。済州国際空港に最も近く、新済州市街地に位置していることが最大の利点である。客室262室、レストラン１店、ロッテ免税店などの付帯施設を揃えている。
- ロッテシグニエルソウル（Lotte Signiel Seoul）

2017年4月にオープンしたロッテワールドタワーの76～101階にある全235室の最高級ホテル。
- ロッテレジェンドホテルサイゴン

ベトナムのホーチミンレジェンドホテルの株式の70％を買収し、経営権を確保。2013年3月1日から、名称をロッテレジェンドホテルサイゴンに変えて営業。
- ロッテシティホテル タシュケントパレス

タシケントのナヴォイ劇場付近にあるホテル。1958年にタシケント・パレスとして開業したが、2013年の改装を機に株式会社ホテルロッテの系列となり、現名称に変更した。改装により、クラシカルな外観はそのままに、洗練されたインテリアデザインの客室を擁している。
- ロッテホテル モスクワ

モスクワ地下鉄スモレンスカヤ駅付近に2010年9月13日にオープンした最高級ホテル。ザ・リーディングホテルズ・オブ・ザ・ワールドに加盟。266室のゲストルームと38室のスイートの合計304室。
- ロッテホテル ウラジオストク

1997年にオープンした172室の最高級ホテル。旧ヒュンダイホテルで、2018年にロッテホテルにリブランドオープン。
- ロッテシティホテル錦糸町

1970年に国鉄（現・JR東日本）錦糸町駅北口に複合商業施設として開館し、2007年に老朽化のため閉鎖された旧ロッテ会館の跡地に建設され、2010年4月6日にオープンとなった。運営は韓国の系列ホテルである株式会社ホテルロッテではなく、日本のロッテの子会社である株式会社ロッテシティホテルが行っている。
- ロッテアライリゾート

新潟県妙高市にある、2017年12月16日にオープンした、スキー場とリゾートホテルによる複合リゾート施設。旧名称は1993年にオープンしたARAI MOUNTAIN&SPA。ARAIの名は、妙高市の旧名称である新井市にちなむ。2006年に運営会社の経営破綻により閉鎖したが、2015年6月に妙高市による公売により、株式会社ホテルアンドリゾート上越妙高（現：株式会社LOTTE Hotel Arai）が18億円で落札した。LOTTE Hotel Araiは、株式会社ホテルロッテの子会社である。

## 韓国ロッテグループの「持株会社」として
ロッテホテルの運営会社である韓国法人ホテルロッテは、韓国ロッテ製菓やロッテ七星飲料、ロッテショッピング（「ロッテ百貨店」や量販店「ロッテマート」等の運営会社）、ロッテ建設、湖南石油化学といった韓国ロッテグループの主要企業において筆頭株主となっている。一方、そのホテルロッテの筆頭株主は日本のロッテホールディングスである。つまりホテルロッテは韓国ロッテグループの実質的な持株会社であるが、日本と韓国にまたがるロッテグループの頂点に位置するのは日本のロッテホールディングスである。
しかし、そのほかに第1から第12まで数字がつけられた日本法人の「L投資会社」でホテルロッテ株の約72.65%を保有しているため、事実上の筆頭株主はL投資会社だとの意見もある。「L投資会社」については情報がほとんどなく、ロッテグループ関係者ですらその正体について知られていないが、本店所在地がロッテグループ創業者である重光武雄の日本の自宅であったり、代表取締役に重光武雄や次男の重光昭夫らが名前を連ねていることから、重光武雄が作った特殊目的法人（SPC）、もしくは一種の投資組合である可能性が指摘されている。
なお、日本のロッテホールディングスおよびロッテを含む傘下の事業会社がすべて株式非上場企業であるのとは異なり、韓国のロッテグループ企業の中にはロッテ製菓やロッテ七星飲料、ロッテショッピングのように韓国取引所に上場している企業も少なくないが、日本側の出資比率の高いホテルロッテは日本にあるロッテグループ企業と同様、非上場となっている。
一連の「お家騒動」を受けて、重光昭夫会長は、現在の非上場や重光一族による不透明な経営に加えて、日本側が過半数超の出資をしているという問題を解消するために、ホテルロッテをはじめ、非上場のロッテグループ会社を早期に上場する方針であると明らかにした。

### 日本との関わり
- ロッテグループ創業者の重光武雄が当時の朴正煕大統領に「ぜひソウルでホテルをやってほしい」と頼まれた[5]のが開業のきっかけという逸話がある。
- 開業にあたっては日本の帝国ホテルをモデルにしたという[6]。
- 日本の歴代首相が宿泊してきた[5]ほか、 2014年7月に舛添要一都知事がソウルを訪問した際に宿泊[7]するなど、日本側の要人やビジネスマン、観光客等によく利用されており、宿泊客の3割が日本人だという[8]。しかし、2014年には初めて中国人が日本人を抜いて最多の宿泊者数となった[9]。

### 自衛隊行事拒否
- 2014年7月11日に在韓国日本大使館主催で開催が予定されていた「自衛隊創設60周年記念レセプション」について、前日の夜に突如、「国民感情を考慮した上で決定した[8]」として同大使館に取り消しを通知した。このロッテホテルの対応に対して大使館は強く抗議し、菅義偉内閣官房長官、岸田文雄外務大臣らが遺憾の意を表明した[10]。レセプションは在韓国日本大使公邸に会場を変更して予定通り開催されたが、ほぼ同時期に予定されていた在韓国中国大使館主催による「中国人民解放軍建軍87周年記念レセプション」は、例年通り7月25日に韓国軍幹部や各国の在韓武官、韓国各界関係者などを集めて開催されたことで、この二重基準ともいえる対応には韓国内からも「おかしいのではないか」という声があがった[11]。これに対しロッテホテルは「自衛隊のレセプションは、安全上の問題があってキャンセルせざるを得なかった。中国（人民解放軍）のレセプションは安全上の問題がない、と判断した」との見解を表明している[11]。安全上の問題とは、東亜日報が10日付朝刊でレセプションを批判的に報じ、開始時刻と催事場の部屋まで明示した[5]ことにより、抗議・脅迫電話が殺到するなどしたことを指すとみられる。この影響により、日本大使館は以降主催する行事の開催や関係者の宿所を別のホテルにしており、ロッテホテルの利用は無くなった[12]。

## 外部サイト
- ロッテホテルホームページ